# Opuntia rastrera
Opuntia rastrera ist eine Pflanzenart in der Gattung der Opuntien (Opuntia) aus der Familie der Kakteengewächse (Cactaceae). Das Artepitheton rastrera ist die Latinisierung des spanischen Wortes rastrero für ‚kriechend‘ und verweist auf Wuchsform der Art.

## Beschreibung
Opuntia rastrera wächst strauchig und am Boden entlang kriechend. Die rund bis umgekehrt- eiförmigen Triebabschnitte bilden lange Ketten von bis zu 20 Zentimetern Durchmesser. Aus den Areolen entspringen mehrere weißliche, an der Basis dunklere Dornen, die bis zu 4 Zentimeter lang sind. Die Glochiden sind gelb.
Die Blüten sind gelb, die Früchte verkehrt-eiförmig und purpurfarben.

## Verbreitung und Systematik
Opuntia rastrera ist im mexikanischen Bundesstaat San Luis Potosí verbreitet.
Die Erstbeschreibung wurde 1898 von Frédéric Albert Constantin Weber veröffentlicht. Nomenklatorische Synonyme sind Opuntia engelmannii var. rastrera (F.A.C.Weber) Pinkava (2003) und Opuntia engelmannii subsp. rastrera (F.A.C.Weber) Guiggi (2012).
Über die Art ist wenig bekannt.

## Nachweise

## Weiterführende Literatur
- M. C. Mandujano, C. Montaña, M. Rojas-Aréchiga: Breaking seed dormancy in Opuntia rastrera from the Chihuahuan desert. In: Journal of Arid Environments. Band 62, Nr. 1, Juli 2005, S. 15–21 (doi:10.1016/j.jaridenv.2004.10.009).
- Maria del Carmen Mandujano, Carlos Montana, Ignacio Mendez, Jordan Golubov: The Relative Contributions of Sexual Reproduction and Clonal Propagation in Opuntia rastrera from Two Habitats in the Chihuahuan Desert. In: The Journal of Ecology. Band 86, Nr. 6, Dezember 1998, S. 911–921 (doi:10.1046/j.1365-2745.1998.00308.x).